# Indecent Proposal
Ne doit pas être confondu avec Proposition indécente.
Albums par Timbaland & Magoo
Welcome to Our World
(1997) Under Construction, Part II
(2003)
Albums par Timbaland
Tim's Bio: Life from da Bassment
(1998) Shock Value
(2007)
Singles
1. Drop
Sortie : Mai 2001
2. All Ya'll
Sortie : 1er octobre 2001

Indecent Proposal est le deuxième album studio de Timbaland & Magoo, sorti le 20 novembre 2001.
Le titre de l'album est inspiré du film d'Adrian Lyne Proposition indécente (Indecent proposal) sorti en 1993.
L'album s'est classé 3e au Top R&B/Hip-Hop Albums et 29e au Billboard 200.

## Liste des titres
| No  | Titre                                                                              | Auteur                                                                         | Contient un (des) sample(s) de                                        | Durée |
| --- | ---------------------------------------------------------------------------------- | ------------------------------------------------------------------------------ | --------------------------------------------------------------------- | ----- |
| 1.  | Intro (featuring DJ S&S – Produit par Timbaland)                                   | Timothy Mosley, Stephen Everett                                                |                                                                       | 1:06  |
| 2.  | Drop (featuring Fatman Scoop – Produit par Timbaland)                              | Timothy Mosley, Isaac Freeman III, Melvin Barcliff                             | Get It Up de The Time                                                 | 6:00  |
| 3.  | All Ya'll (featuring Sebastian et Tweet – Produit par Timbaland)                   | Timothy Mosley, Melvin Barcliff, Charlene Keys, Garland Mosley                 | The Maid on the Shore de Solas                                        | 3:57  |
| 4.  | It's Your Night (featuring Sebastian et Sin – Produit par Timbaland)               | Timothy Mosley, Melvin Barcliff, Garland Mosley, Wendy Charlott                | Hey Papi de Jay-Z featuring Amil et Memphis Bleek                     | 5:55  |
| 5.  | Indian Carpet (featuring Playa – Produit par Timbaland)                            | Timothy Mosley, Melvin Barcliff, Shawn Carter                                  | Ulisse Coperto Di Sale de Lucio Dalla                                 | 4:24  |
| 6.  | Party People (featuring Jay-Z et Twista – Produit par Timbaland)                   | Timothy Mosley, Melvin Barcliff, Shawn Carter, Carl Mitchell                   | Ndima Ndapedza d'Oliver Mtukudzi                                      | 5:18  |
| 7.  | People Like Myself (featuring Playa – Produit par Timbaland)                       | Timothy Mosley, Melvin Barcliff, Garland Mosley                                |                                                                       | 4:37  |
| 8.  | Voice Mail (Interlude) (featuring Playa – Produit par Timbaland et Craig Brockman) | Timothy Mosley, Craig Brockman                                                 |                                                                       | 1:07  |
| 9.  | Serious (featuring Petey Pablo – Produit par Timbaland)                            | Timothy Mosley, Melvin Barcliff, Garland Mosley, Moses Barratt III             |                                                                       | 3:47  |
| 10. | Roll Out (featuring Petey Pablo et Sebastian – Produit par Timbaland)              | Timothy Mosley, Melvin Barcliff, Garland Mosley, Moses Barratt III             |                                                                       | 4:27  |
| 11. | Love Me (featuring Tweet et Petey Pablo – Produit par Timbaland et Craig Brockman) | Timothy Mosley, Charlene Keys, Craig Brockman, Moses Barratt III               |                                                                       | 3:58  |
| 12. | Baby Bubba (featuring Petey Pablo – Produit par Timbaland)                         | Timothy Mosley, Melvin Barcliff, Moses Barratt III                             | I Got a Thing, You Got a Thing, Everybody's Got a Thing de Funkadelic | 4:23  |
| 13. | In Time (featuring Ms. Jade et Mad Skillz – Produit par Timbaland)                 | Timothy Mosley, Melvin Barcliff, Chevon Young                                  | Theme From Shaft d'Isaac Hayes                                        | 3:40  |
| 14. | Mr. Richards (Interlude) (featuring Petey Pablo – Produit par Timbaland)           | Timothy Mosley, Moses Barratt III                                              |                                                                       | 0:50  |
| 15. | Considerate Brotha (featuring Playa et Ludacris – Produit par Timbaland)           | Timothy Mosley, Melvin Barcliff, Christopher Bridges                           | Runnin' d'Edwin Starr                                                 | 4:12  |
| 16. | Beat Club (featuring Troy Mitchell, Sin et Sebastian – Produit par Timbaland)      | Timothy Mosley, Melvin Barcliff, Garland Mosley, Troy Mitchell, Wendy Charlott |                                                                       | 4:47  |
| 17. | I Am Music (featuring Aaliyah et Playa – Produit par Timbaland)                    | Timothy Mosley, Stephen Garrett                                                |                                                                       | 3:59  |